# Moniezia expansa
Moniezia expansa – gatunek tasiemca z rzędu Cyclophyllidea i rodziny Anoplocephalidae. Jest pasożytem wewnętrznym przeżuwaczy takich jak owce, kozy, bydło oraz renifery. Osobniki dorosłe występują w jelicie cienkim. Tasiemiec był stwierdzony również u świń w Peru, a nawet opisano przypadek zakażenia się przez człowieka.
Moniezia expansa jest tasiemcem osiągającym długość 10 m. Proglotydy są szerokie (około 2,5 cm) i charakteryzują się podwójnym zestawem narządów płciowych położonych po obu stronach.

## Cykl życiowy
Żywicielem pośrednim Moniezia expansa są mechowce, które zostają zainfekowane przez zjedzenie jaj pasożyta, z których wylęgają się pierwsze stadia rozwojowe, czyli onkosfery. Pasożyt przebija się następnie do hemocelu roztocza, gdzie przekształca się w cysticerkoid. Proces ten trwa 4 miesiące. Żywiciele ostateczni, przykładowo owce lub inni przeżuwacze zostają zainfekowani pasożytem, najprawdopodobniej poprzez przypadkowe zjedzenie mechowców, podczas wypasu. Po dostaniu się do ostatecznego żywiciela, pasożyt usadawia się w jelicie cienkim oraz w przeciągu 5–6 tygodni przekształca się w osobnika dorosłego. Proglotydy z jajami wydalane są wraz z kałem.

## Chorobotwórczość
Infekcja M. expansa (moniezjoza) jest zwykle niegroźna i bezobjawowa. Jednakże zbyt duża liczba tasiemców może doprowadzić do braku apetytu, niedrożności jelita, biegunki i utraty masy. Moniezjoza może wywoływać poważne straty ekonomiczne w wielkostadowej hodowli owiec.